# Winschoten
Winschoten – miasto i dawna gmina w prowincji Groningen w Holandii. Wchodzi w skład gminy Oldambt.
Ludność: 18.419 mieszkańców (2006 r.)
Powierzchnia: około 22 km².

## Miasta partnerskie
- Płońsk, Polska